# Upplands runinskrifter 620
Upplands runinskrifter 620 är en runsten som står rest vid en cykelväg i Bro samhälle 100 meter öster om Finnstaskolan, i Bro socken och Upplands-Bro kommun. Den har tidigare stått rest två kilometer från sin nuvarande plats vid det som numera är ett koloniområde. Runstenen pryds av ett kors och två djurhuvuden, på vissa ställen är runstenen svårt skadad.
Runstenen är kanske mest känd för att ha blivit vandaliserad år 2016, men den har dock blivit restaurerad.

## Inskriften
Translitterering av runraden:
kunar : auk : ihul : l(t)(u) · -... ... ...-uþr : sn kml : kþ : hulbi : ant : h-s : auk : kus mþʀ frmn : slknasma : k...-n tuþan : uin ·
Normalisering till runsvenska:
Gunnarr ok Igull letu ... ... [br]oður sinn kuml(?). Guð hialpi and h[a]ns ok Guðs moðiʀ frmn slknasma ... dauðan vin(?).
Översättning till nusvenska:
Gunnar och Igul läto ... sin broder minnesmärke. Gud hjälpe hans ande och Guds moder ... döde vän [?]
Runstenen är ristad av en runristare som gärna undvek vokaler, frmn är förkortad skrivning för "fru Maria".